# Terapia miofuncional
La terapia miofuncional se define como una disciplina que está dentro de la profesión logopédica que estudia lo siguiente:
- Diagnosticar y realizar el tratamiento de los problemas orofaciales.
- Corregir la postura, la respiración y la deglución de las personas.

Por otro lado, es importante mencionar que los profesionales que se encargan de la terapia miofuncional, han de coordinarse con otro tipo de profesionales de la salud con el logopeda. El objetivo en común es que médicos, cirujanos, dentistas se pongan de acuerdo para realizar los tratamientos adecuados al tipo de paciente.

## Funciones de la terapia miofuncional
Este tipo de terapia, resulta imprescindible para internvenir en los problemas derivados de las funciones musculares de las áreas siguientes:
- Respiratoria.
- Articulatoria.
- Gestión del alimento, etc.

Además de crear nuevos patrones ejecutables, es bastante importante a la hora de equilibrar las escructuras de los músculos orofaciales. Entre las patologías asociadas se encuentran la disfunción de la lengua, la deglución atípica, la succión digital, etc. Y dentro de las áreas de la logopedia, encontramos los trastornos del habla, la deglución atípica, las malformaciones de los músculos faciales, también los de la boca y por último disfagias y cirugías relacionadas con la musculatura del cuello y de la cara.

## Terapia funcional y logopedia
En cierta medida, la profesión del logopeda es la que ejecuta este tipo de tratamiento de la terapia miofuncional. Como hemos dicho anteriormente, es importante la organización y coordinación entre distintos profesionales médicos. Generalmente se realiza una evaluación de la músculatura ororofacial para posteriormente crear el diagnóstico adecuado. Este diagnóstico señalará el tipo de tratamiento según el paciente, el grado de la patología y la personalización adecuada. 
Cada paciente requerirá un trabajo lo más individualizado posible. 